# Vol American Airlines 11
Le 11 septembre 2001, un Boeing 767-223ER assurant le vol American Airlines 11 est détourné par cinq terroristes d'Al-Qaïda qui font s'écraser l'avion contre la tour nord du World Trade Center à New York, qui s'effondre moins de deux heures après. Les 92 personnes à bord sont tuées ainsi que plus de 1 600 personnes dans la tour nord ou dans sa chute, ce qui en fait l'accident aérien le plus meurtrier de l'histoire. 
L'avion d'American Airlines avait décollé de Boston, dans le Massachusetts, vers Los Angeles (Californie). Après un quart d'heure de vol, les pirates de l'air blessent au moins trois personnes, en tuent une, entrent de force dans le cockpit, et maîtrisent le commandant de bord John Ogonowski et le copilote Thomas McGuiness. Mohammed Atta, membre d'Al-Qaïda et pilote entraîné, prend les commandes. Les contrôleurs aériens se rendent compte que le vol a été détourné lorsqu'il transmet par radio, par erreur, des annonces destinées aux passagers. À bord, les hôtesses de l'air Amy Sweeney et Betty Ong informent leur compagnie de la présence de pirates et des blessures des passagers et de l'équipage.
L'appareil est le premier des quatre avions impliqués dans les attentats du 11 septembre à s'écraser, à 8 h 46, heures locales, entre les 93e et 99e étages. De nombreuses personnes dans les rues sont témoins de l'impact, d'abord pris pour un accident et qui est filmé, entre autres, par Jules Naudet et Pavel Hlava. L'incendie résultant de l'impact et de l'embrasement des milliers de litres de kérosène de l'avion entraîne l'effondrement de la tour nord 102 minutes plus tard et la mort de 1 600 personnes environ. Les recherches sur le site permettent de retrouver des dizaines de restes des victimes, mais beaucoup n'ont pas pu être identifiées.

## Terroristes
- Mohammed Atta, Égypte, siège 8D
- Abdulaziz al-Omari, Arabie saoudite, siège 8G
- Wail al-Shehri, Arabie saoudite, siège 2A
- Waleed al-Shehri, Arabie saoudite, siège 2B
- Satam al-Suqami, Arabie saoudite, siège 10B

En 2003, les restes de deux pirates de l'air, potentiellement issus du vol 11, sont identifiés et retirés du parc du mémorial du 11 Septembre à Manhattan. Les restes des autres pirates n'ont pas été identifiés et sont enterrés dans le parc du mémorial avec d'autres restes non identifiés.
Le passeport de Suqami a résisté a la désintégration de l'appareil et a atterri en bas de la rue. Trempé de kérosène, il a été ramassé par un passant qui l'a remis à un membre du New York City Police Department peu avant que la tour Sud s'effondre,. 

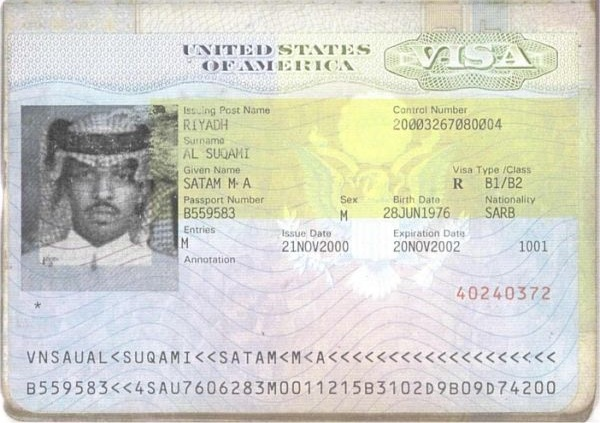
Passeport de Satam al-Suqami.

Les enquêteurs retrouvent les bagages de Mohamed Atta qui n'avaient pas été chargés dans l'avion. Ils y retrouvent le passeport et le permis de conduire d'Omari, une cassette vidéo d'un simulateur de vol de Boeing 757, un couteau pliable et un vaporisateur au poivre.

## Vol
L'avion du vol American Airlines 11 est un Boeing 767-223ER livré en 1987, immatriculé N334AA. La capacité de l'appareil est de 158 passagers, mais le vol du 11 septembre emporte 81 passagers et 11 membres d'équipage. L'avion est peu chargé, à 51 % de sa capacité, mais plus que pour les vols 11 des mardis matin où il est en moyenne chargé à 39 % de sa capacité, dans les mois précédant le 11 septembre. Les 11 membres d'équipage incluent : le commandant John Ogonowski, le premier officier Thomas McGuinness et les personnels navigants commerciaux Barbara Arestegui, Jeffrey Collman, Sara Low, Karen Martin, Kathleeen Nicosia, Betty Ong, Jean Roger, Dianne Snyder et Amy Sweeney.
Au total, les 92 personnes à bord sont tuées, dont David Angell (créateur et producteur exécutif de la sitcom télévisée Frasier), son épouse Lynn Angell, et l'actrice Berry Berenson. Seth MacFarlane, créateur de Family Guy, devait embarquer sur le vol, mais est arrivé en retard à l'aéroport. L'acteur Mark Wahlberg devait aussi être sur le vol, mais il a annulé son billet à la dernière minute. L'actrice Leighanne Littrell, épouse du chanteur des Backstreet Boys, Brian Littrell, était aussi inscrite sur le vol, mais comme Wahlberg, elle a changé ses plans à la dernière minute.

### Embarquement et départ

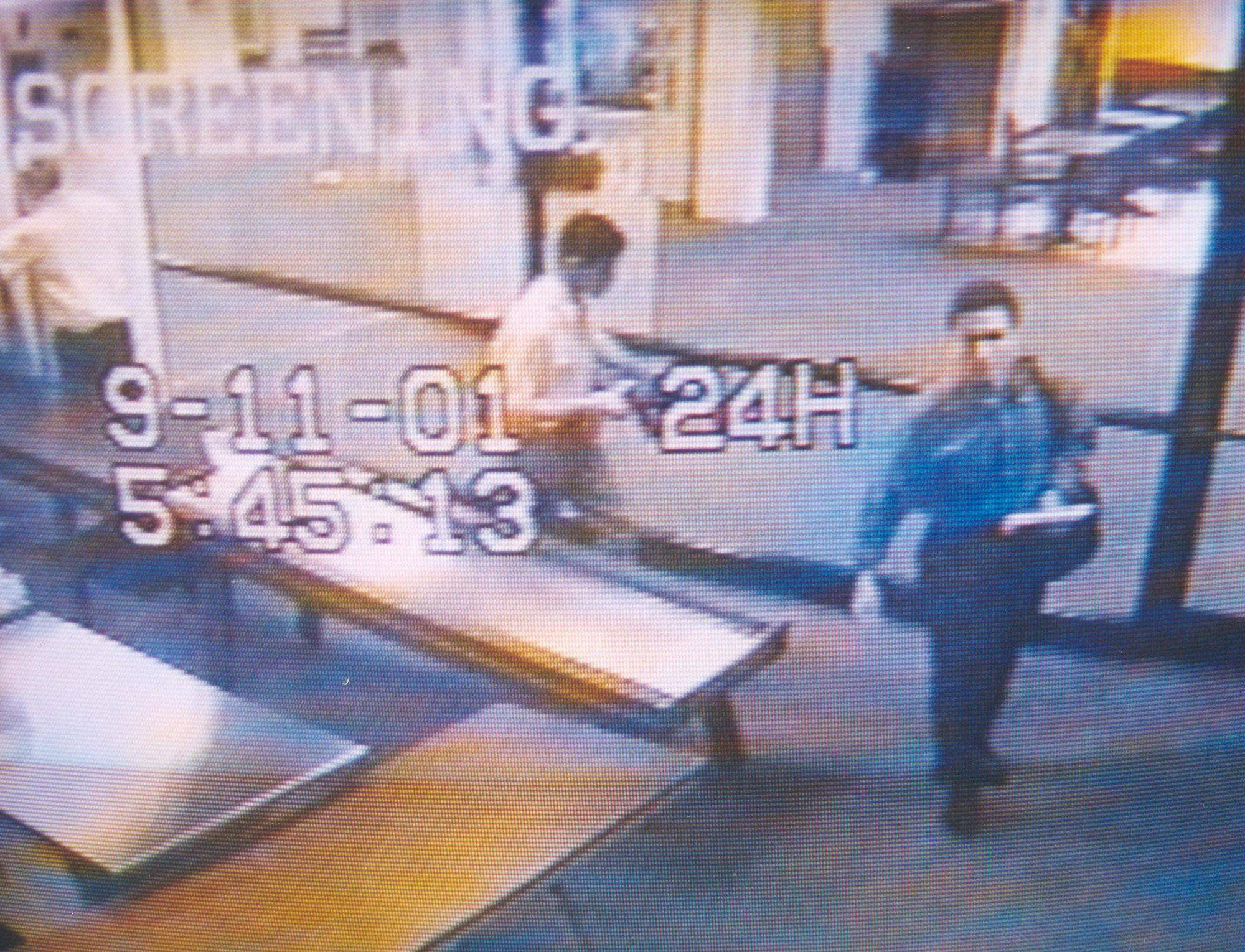
Atta (en bleu) et Omari à l'aéroport international de Portland (Maine) le matin du 11 septembre 2001.

Mohammed Atta, le meneur des attaques, et un camarade pirate, Abdulaziz al-Omari, arrivent à l'aéroport international de Portland dans le Maine à 5 h 41 heure de l'Est, le 11 septembre 2001. Ils embarquent sur le vol 5930 de Colgan Air, qui doit partir à 6 h de Portland et aller vers Boston. Les deux pirates ont des billets de première classe avec un vol de correspondance vers Los Angeles ; Atta enregistre deux bagages, Omari aucun. Quand ils s'enregistrent, le Computer-Assisted Passenger Prescreening System (CAPPS), choisit Atta pour un contrôle de bagage supplémentaire, mais il embarque sans incident. Le vol depuis Portland part à l'heure et arrive à Boston à 6 h 45. Trois autres pirates, Waleed al-Shehri, Wail al-Shehri et Satam al-Suqami, arrivent à l'aéroport Logan de Boston à 6 h 45, ayant laissé leur voiture de location au parking de l'aéroport. À 6 h 52, Marwan al-Shehhi, le pirate pilote du vol 175 d'United Airlines appelle Atta sur son téléphone portable depuis un téléphone public à l'aéroport de Boston,.
Comme ils n'ont pas reçu à Portland leurs cartes d'embarquement pour le vol 11, Atta et Omari se présentent à l'enregistrement et passent par la sécurité à Boston. Dans l'enregistrement précipité après le vol depuis Portland, les employés de l'aéroport ne chargent pas les bagages d'Atta sur le vol 11,. Suqami, Wail al-Shehri et Waleed al-Shehri se présentent aussi à l'enregistrement pour le vol à Boston. Wail al-Shehri et Suqami enregistrent chacun un sac; Waleed al-Shehri n'enregistre aucun bagage. Le CAPPS les sélectionne tous les trois pour un contrôle approfondi des bagages. Comme le contrôle du CAPPS concerne seulement les bagages, les trois pirates de l'air ne subissent aucun examen supplémentaire au poste de contrôle de sécurité des passagers.
À 7 h 40, les cinq pirates de l'air sont à bord de l'avion dont le départ est prévu à 7 h 45,. Mohamed Atta s'assoit en classe affaires au siège 8D avec Abdulaziz al-Omari en 8G et Suqami en 10B. Waleed al-Shehri et Wail al-Shehri s'assoient en première classe, respectivement aux sièges 2B et 2A. À 7 h 46, une minute après l'heure prévue, l'avion reçoit la clairance pour être poussé depuis la porte B32 et est autorisé à se déplacer au sol pour rejoindre la piste de décollage à 7 h 50. L'aéronef amorce son décollage depuis la piste 4R de l'aéroport international de Boston-Logan à 7 h 59,.
À 8 h 13 min 31 s, alors que l'avion survole le centre du Massachusetts à une altitude de 26 000 pieds (7 900 m), le pilote répond à une sollicitation de la Boston Air Route Traffic Control Center (Boston ARTCC) lui demandant d'effectuer un virage de 20 degrés vers la droite. À 8 h 13 min 47 s, la Boston ARTCC demande aux pilotes de s'élever à une altitude de croisière à 35 000 pieds (11 000 m), mais ne reçoit pas de réponse.

### Détournement
L'avion est détourné quelques minutes après le décollage. La Commission nationale sur les attaques terroristes contre les États-Unis estime que le détournement commence à 8 h 14 quand les pilotes cessent de répondre aux sollicitations de la Boston ARTCC. 
À 8 h 19, l'hôtesse de l'air Betty Ong alerte l'employée d'American Airlines Nydia Gonzalez du détournement via la ligne d'appel d'urgence de la compagnie aérienne :« O.K., mon nom est Betty Ong. Je suis [l'hôtesse de l'air] Numéro 3 sur le vol 11. Notre Numéro 1 a été poignardée [...]. Personne ne sait qui a poignardé qui et nous ne pouvons même pas nous lever en classe affaires pour le moment, car personne ne peut respirer. Et nous ne pouvons pas rejoindre le poste de pilotage, la porte ne s'ouvre pas. »,

Trajet du vol 11 d'après la commission d'enquête officielle.

D'après les hôtesses Amy Sweeney et Betty Ong qui parviennent à contacter American Airlines pendant le détournement, les frères al-Shehri poignardent les hôtesses Karen Martin et Barbara Arestegui pendant que Satam al-Suqami tranche la gorge du passager Daniel Lewin,,. Lewin était assis en 9B et Suqami juste derrière lui en 10B. La Commission suppose que Suqami a poignardé et tué Lewin après que ce dernier a tenté de mettre fin au détournement. Lewin est probablement la première victime des attentats du 11 septembre,. Les pirates de l'air s'attaquent ensuite aux pilotes dans le cockpit, qui sont égorgés très rapidement pendant que Mohammed Atta prend les commandes de l'appareil.
Les pilotes peuvent signaler une urgence en composant un code approprié sur le transpondeur (7500 pour un détournement d'avion, 7600 si la radio est en panne et 7700 pour toute situation de détresse), ce qui ne prend pas plus de 2 ou 3 secondes. Il faut donc supposer que le pilote, John Ogonowski, n’a pas eu le temps de composer ce code.
Pendant un appel de vingt-cinq minutes au centre des opérations d'American Airlines, Betty Ong fournit des informations sur le manque de communications et d'accès au cockpit et les blessures des passagers. Elle donne également la position des sièges des pirates qui aidera plus tard les enquêteurs à déterminer leurs identités. 
À 8 h 16, l'aéronef se stabilise à une altitude de 29 000 pieds (8 800 m) et dévie peu de temps après de la trajectoire prévue. La Boston ARTCC essaie à de multiples reprises d'entrer en contact avec le vol 11, sans succès et à 8 h 21, l'avion cesse de transmettre le signal de son transpondeur Mode C.
À 8 h 21, Gonzalez informe le manager du centre d'opérations d'American Airlines, Craig Marquis, qui essaie à 8 h 23 de contacter le vol 11.
À 8 h 24 min 38 s, Mohammed Atta essaie de faire une annonce aux passagers, mais, ne sachant pas très bien se servir du systèmes d'annonces en cabine, appuie sur le mauvais bouton et envoie le message à la Boston ARTCC. Les contrôleurs aériens entendent l'annonce d'Atta qui déclare en anglais : « Nous détenons des avions. Restez juste calmes et tout ira bien pour vous. Nous retournons à l'aéroport. »,. À 8 h 24 min 56 s, Atta fait une deuxième annonce aux passagers : « Que personne ne bouge. Tout se passera bien. Si vous essayez de faire le moindre mouvement, vous vous mettrez en danger, vous ainsi que l'avion. Restez juste calmes. »,
Atta pense qu'il ne parle qu'aux passagers, mais sa voix est captée et enregistrée par les contrôleurs aériens. Après les transmissions d'Atta et l'impossibilité de contacter l'avion de ligne, les contrôleurs aériens de la Boston ARTCC réalisent que le vol a été détourné. 
À 8 h 25, Amy Sweeney appelle le Bureau des services aériens d'American Airlines à Boston, mais ses appels sont coupés après qu'elle a eu le temps de dire que quelqu'un avait été blessé. Sweeney est reconnectée à 8 h 29 et commence à donner des informations au manager de Gonzalez, Michael Woodward. Sweeney rapporte que l'avion a été détourné, un homme en classe affaires a eu la gorge tranchée, deux hôtesses de l'air ont été poignardées — Karen Martin était sérieusement blessée et portait un masque à oxygène alors que les blessures de Barbara Arestegui étaient mineures — un docteur avait été sollicité, les hôtesses de l'air étaient incapables de contacter le cockpit, et il y avait une bombe dans le cockpit.
À 8 h 26, l'avion tourne vers le sud en direction de New York. L’hôtesse Betty ONG rapporte au même moment que l'avion vole de manière saccadée.
À 8 h 32, le centre de commande de la Federal Aviation Administration (FAA) situé à Herndon en Virginie prévient le quartier général de la FAA.
À 8 h 33 min 59 s, Atta annonce : « Que personne ne bouge, s'il vous plaît. Nous retournons à l'aéroport. N'essayez pas de faire de mouvements stupides »,.
À 8 h 37, les pilotes du vol 175 United Airlines vérifient la position du vol 11. La Boston ARTCC contourne les protocoles standards et contacte directement le Northeast Air Defense Sector (NEADS) du Commandement de la défense aérospatiale de l'Amérique du Nord (NORAD) à Rome dans l'État de New York. Le NEADS demande à deux avions de chasse F-15 situés à l'Otis Air National Guard Base à Mashpee dans le Massachusetts de l'intercepter. Les responsables de la base aérienne prennent quelques minutes à donner aux avions de chasse l'autorisation de décoller. 
À 8 h 38, Betty Ong informe Gonzalez que l'avion vole à nouveau de façon saccadée. Au même moment, Sweeney dit à Woodward, que les terroristes étaient du Moyen-Orient et lui donne les numéros de trois sièges où ils étaient assis. L'un parlait mal anglais alors qu'un autre le parlait très bien. Les pirates de l'air avaient pénétré dans le cockpit et elle ne savait pas comment. L'avion était en descente rapide. À 8 h 44, elle décrit à Woodward le paysage extérieur : « Je vois de l'eau. Je vois des immeubles. Je vois des immeubles... On vole bas. On vole vraiment très bas. On vole beaucoup trop bas... Oh mon Dieu, on vole beaucoup trop bas »,.
À 8 h 38, Marquis informe un collègue du détournement : « Ils pensent qu'il [le vol 11] se dirige vers Kennedy [aéroport de New York]. Ils écartent tous les avions de sa route. Ils semblent l'avoir en radar primaire. Ils semblent penser qu'il est en train de descendre ».
Atta fait finalement dévier l'avion en direction de Manhattan à 8 h 43. 

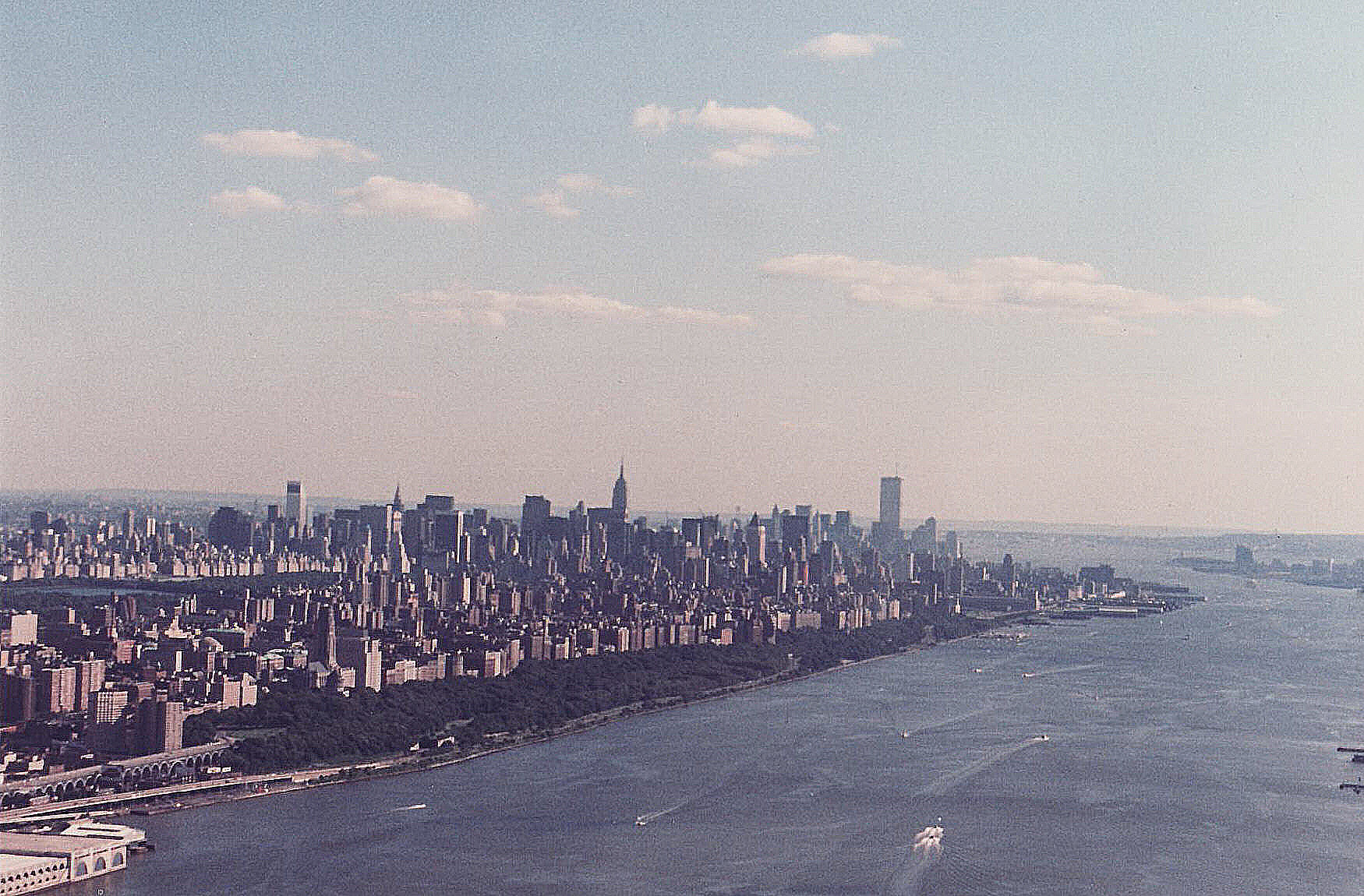
Manhattan avec, en arrière-plan le World Trade Center, cible du vol 11.

L'ordre d'envoyer les avions de chasses est donné à 8 h 46 et les F-15 décollent à 8 h 53,, environ sept minutes après que le vol 11 American Airlines s'écrase dans la tour Nord du World Trade Center. Parmi les quatre avions détournés le 11 septembre, c'est avec le vol 11 que le NORAD a eu le plus de temps pour réagir : neuf minutes se sont écoulées entre la connaissance du détournement par le NORAD et l'impact du vol 11 sur la tour.

### Collision avec la tour Nord
À 8 h 46 min 40 s, Mohamed Atta fait intentionnellement écraser le vol American Airlines 11 dans la façade nord de la tour Nord (Tour 1) du World Trade Center. L'avion qui se déplace à une vitesse d'environ 404 nœuds (748 km/h) et qui transporte environ 38 000 L de kérosène, frappe la tour entre le 93e et le 99e étage.
Les témoins voient l'avion voler à faible altitude au-dessus de Manhattan et pensent que celui-ci est en détresse. Le lieutenant William Walsh des pompiers de New-York (qui apparaît dans le film documentaire New York : 11 septembre) voit l'avion : « Il semblait qu'il descendait mais nous n'entendions aucune difficulté mécanique. Nous n'arrivions pas à comprendre pourquoi un avion d'American Airlines volait si bas dans le centre-ville de Manhattan. Nous nous attendions plutôt à ce qu'il quitte sa trajectoire et qu'il aille dans l'Hudson. Mais il s'est juste élevé un peu, son altitude s'est stabilisée et il s'est dirigé directement vers le World Trade Center. Donc juste avant qu'il n'aille dans le World Trade Center, il semblait avoir pris de la puissance. Nous étions juste en train de regarder cet avion se diriger droit sur le World Trade Center. Tout d'un coup, boum ! Il disparaissait dans le Trade Center »,.
Les dommages causés à la tour Nord détruisent tous les moyens d'évacuation au niveau de la zone d'impact et au-dessus de celle-ci. Toutes les cages d'escalier et les ascenseurs à partir du 92e étage sont rendues impraticables piégeant 1 344 personnes. D'après le rapport de la commission d'enquête officielle, des centaines de personnes sont tuées instantanément par l'impact ; les autres sont piégées et meurent à cause de l'incendie et des fumées qui en résultent, de l'effondrement de la tour qui s'ensuit ou, dans certains cas, après avoir sauté ou être tombées du building. Les cages d'ascenseur permettent l'écoulement du kérosène en feu à travers le bâtiment. Au moins une cage d'ascenseur transporte le carburant en feu vers le bas, explosant au 77e étage, au 22e étage et au niveau de la rue. 
Jules Naudet, un cadreur français et Pavel Hlava, un immigrant tchèque, filment le crash,. Une webcam installée par Wolfgang Staehle prenant une image du Lower Manhattan toutes les quatre secondes pour une exposition d'art à Brooklyn capture également les images du vol 11 s'écrasant dans la tour Nord. Une caméra de WNYW abandonnée sur le sol enregistre aussi le son du crash et filme ce qui se passe immédiatement après.

#### Réactions
À 8 h 48, un manager du New York Center donne des détails du détournement à la FAA : « OK, c'est le New York Center. On regarde cet avion. J'ai également eu une conversation avec American Airlines et ils nous ont dit qu'une de leurs hôtesses de l'air a été poignardée et qu'il y a des gens dans le cockpit ayant le contrôle de l'appareil. C'est tout ce que nous savons pour l'instant. »
Les médias sont rapidement informés du crash. Les journalistes annoncent d'abord une explosion ou un incident au World Trade Center. 
À 8 h 48 min 08 s, WNYW affiche une image de la tour Nord en feu. Dick Oliver prend la parole :« Jim [faisant référence au reporter Jim Ryan, absent à ce moment-là], il y a quelques instants, quelque chose semblant être un avion s'est écrasé dans la tour Sud du World Trade Center. J'ai vu les flammes, vous pouvez voir la fumée sortir de la tour ; on n'a aucune idée de ce que c'est. Ça a été une grande explosion il y a quelques instants. Vous pouvez entendre autour de moi les véhicules d'urgence se rendant sur le site. Ça aurait pu être un avion ou quelque chose d'interne. Ça semble être quelque chose venant de l'extérieur du fait de l'ouverture vers le 100e étage de la tour Sud du World Trade Center. ». Trois minutes plus tard, Jim Ryan corrige la localisation du crash aérien de la tour Sud à la tour Nord. 
À 8 h 48 min 29 s, la chaîne de radio WCBS-AM informe ses auditeurs du crash : « Nous regardons... le World Trade Center. Il s'est passé quelque chose au World Trade Center. On voit des flammes et beaucoup de fumée d'une des tours du World Trade Center. Nous arrivons sur place, c'est environ aux trois-quarts de la structure... Quoi qu'il en soit à propos de ce qui s'est passé il y a quelques minutes, nous allons essayer de vous informer précisément de ce qui s'est passé. Mais pour l'instant il y a beaucoup trop de fumée du haut des tours du World Trade Center, nous vous tiendrons au courant. ».
CNN interrompt une publicité à 8 h 49 min 34 s avec un grand titre : World Trade Center Disaster (« Catastrophe au World Trade Center »). Carol Lin qui est la première journaliste à relater la nouvelle de l'attaque déclare : « Ouais. Cela vient juste de nous parvenir. Vous êtes en train de regarder une prise de vue évidemment très impressionnante. C'est le World Trade Center et des rumeurs non confirmées nous sont parvenues ce matin affirmant qu'un avion s'est écrasé dans l'une des tours du World Trade Center. Pour le moment, le CNN Center commence tout juste à travailler sur cette affaire, appelant manifestement nos sources et essayant de comprendre ce qui s'est passé exactement mais clairement quelque chose de dévastateur s'est produit ici ce matin à l’extrémité sud de l'île de Manhattan. C'est encore une fois une image d'une des tours du World Trade Center »,.
Plus tard, dans un appel téléphonique au bureau new-yorkais de CNN, Sean Murtagh, le vice-président des finances de CNN rapporte qu'un grand vol commercial transportant des passagers a frappé le World Trade Center. Finalement, les autres chaînes de télévisions interrompent leurs programmes habituels avec des nouvelles du crash. Les premiers bulletins d'informations supposent que le crash est accidentel jusqu'à ce que le vol United Airlines 175 percute la tour Sud dix-sept minutes plus tard, à 9 h 03.
À 8 h 55, le président George W. Bush est à Emma E. Booker Elementary School, à Sarasota en Floride, dans le cadre d'une visite prévue pour promouvoir l'éducation et la politique de Bush sur l'administration scolaire, lorsque le conseiller présidentiel Karl Rove et la secrétaire d'État Condoleezza Rice lui disent qu'un petit bimoteur s'est écrasé dans le World Trade Center.

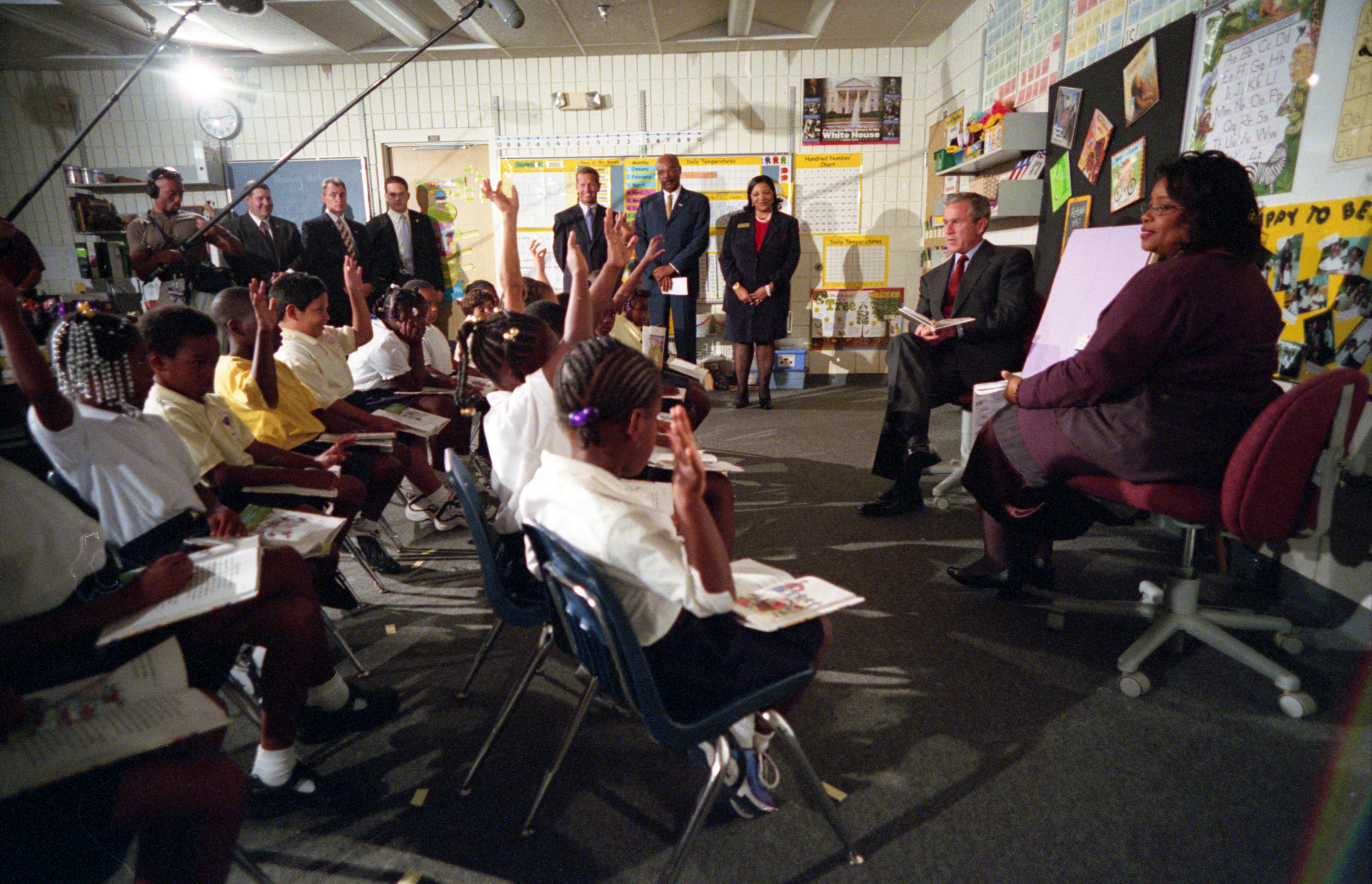
Le Président George W. Bush le matin du 11 septembre 2001, à la Emma E. Booker Elementary School à Sarasota, en Floride.

À New York, une annonce est faite dans la tour Sud du World Trade Center alors encore intacte, demandant aux personnels, alarmés par le crash du vol 11, de retourner à leurs bureaux.
À 9 h 02, finalement, l'évacuation de la tour Sud commence. Une minute plus tard, le vol 175 s'y écrase.
À 9 h 16, American Airlines est informée du crash du vol 11. La compagnie confirme sa perte à 11 h 16.
À 9 h 50, Associated Press informe CNN que le vol 11 avait été détourné peu après son départ de Boston.

### Vol «fantôme»
À 9 h 21, la FAA avertit le NEADS que le vol 11 se dirige vers Washington et que la tour Nord du World Trade Center vient d'être percutée par un autre appareil.
Pensant que le vol 11 était toujours en l'air au-dessus de Washington, le NORAD fait décoller à 9 h 30 trois chasseurs F-16 du 119th Fighter Wing du North Dakota ANG de la base aérienne de Langley, située à 210 km au sud de Washington.
Selon la Commission Kean, les trois F-16 n'ont jamais été dirigés par leur base pour atteindre leur « cible », bien que le NEADS leur ait donné l'ordre de rejoindre Washington. Ils y arrivent à 9 h 49, douze minutes après le crash du vol American Airlines 77 dans le Pentagone. La Commission nationale sur les attaques terroristes contre les États-Unis note dans son rapport : « Ce matin-là, il y eut de nombreux rapports erronés à propos d'avions détournés. Le rapport de l'American 11 se dirigeant vers Washington DC [alors qu'il s'était déjà écrasé dans le World Trade Center] fut le premier ; la fausse alerte à bord du Delta 1989 fut le second »,.

## Conséquences

### Destruction de la tour Nord
Après le crash, la tour Nord brûle pendant 102 minutes avant de s'effondrer à 10 h 28. 

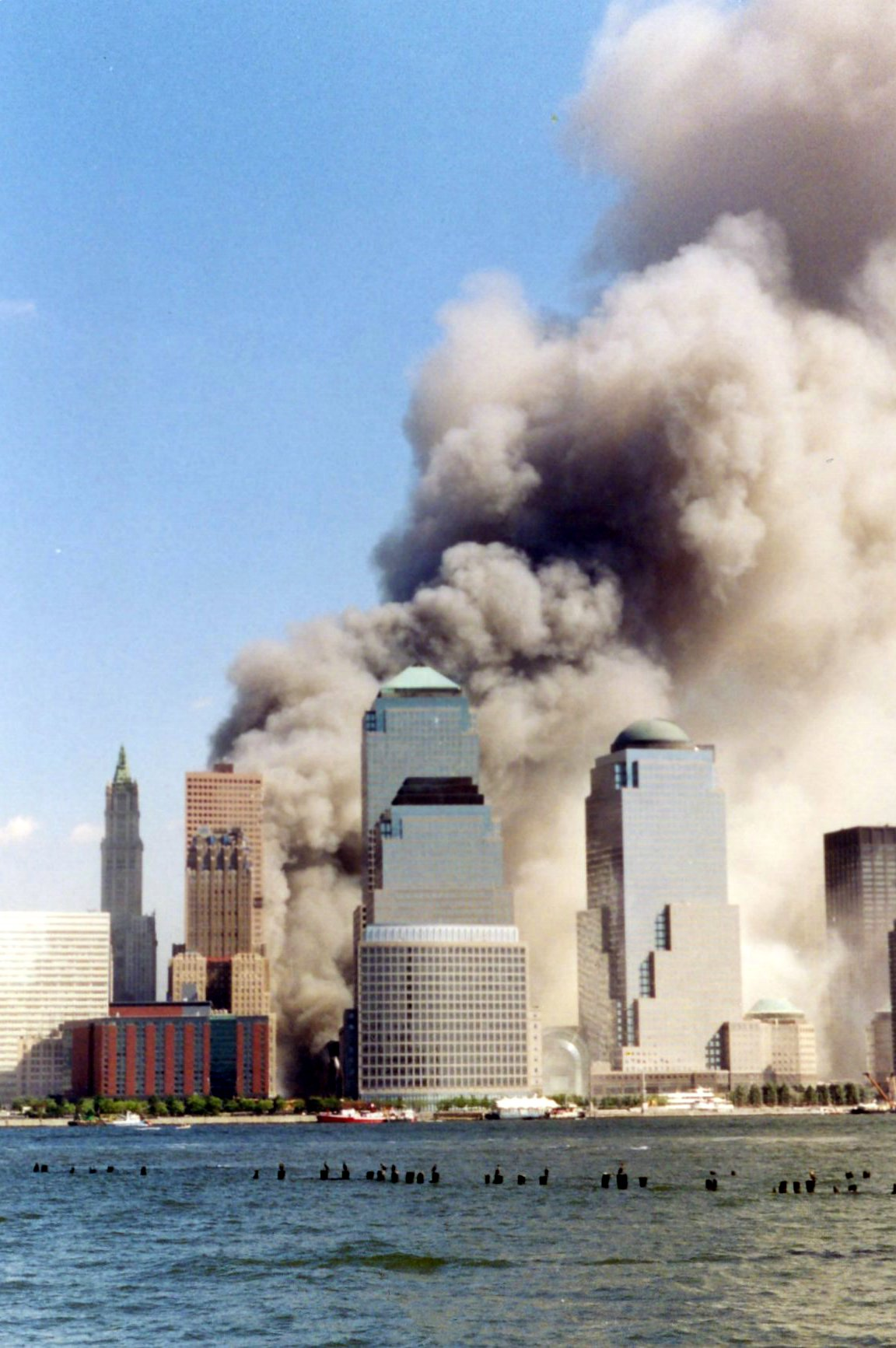
Lower Manhattan après l'effondrement de la tour nord du World Trade Center.

L'effondrement de la tour Nord s'est produit avec les mêmes caractéristiques que celles de sa jumelle, mis à part le fait que la partie sommitale s'est effondrée immédiatement – sans résistance – et de manière à peu près verticale, après que l'antenne – soutenue par la structure centrale – a oscillé sur sa base et précédé le mouvement de chute globale. La propulsion continue des vestiges pulvérisés ou fragmentés vers l'extérieur (au minimum 300 000 tonnes), c'est-à-dire leur non accumulation en tas dans l'empreinte de la tour, est le phénomène qui a permis la survie de rares rescapés (20 personnes) surpris dans les étages inférieurs qui se sont retrouvés soit à la surface des débris, soit enfouis à quelques mètres de profondeur, permettant à la plupart d'entre eux (16 personnes) de s'échapper des lieux immédiatement ou après quelques dizaines de minutes d'effort.
Bien que l'impact lui-même cause des dommages structurels étendus, l'incendie durable, alimenté par le kérosène, est responsable de la défaillance structurelle de la tour,,. En plus des passagers de l'avion et des occupants de la tour, des centaines de sauveteurs sont tués quand la tour s'effondre. Cantor Fitzgerald L.P. une banque d'investissement dont les locaux sont situés du 101e au 105e étage de la tour nord perd 658 employés, considérablement plus que toutes les autres entreprises.

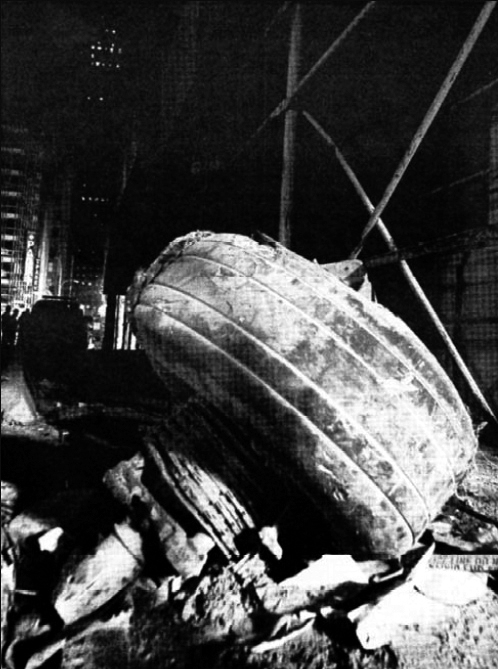
Train d’atterrissage du vol 11 retrouvé dans les décombres.

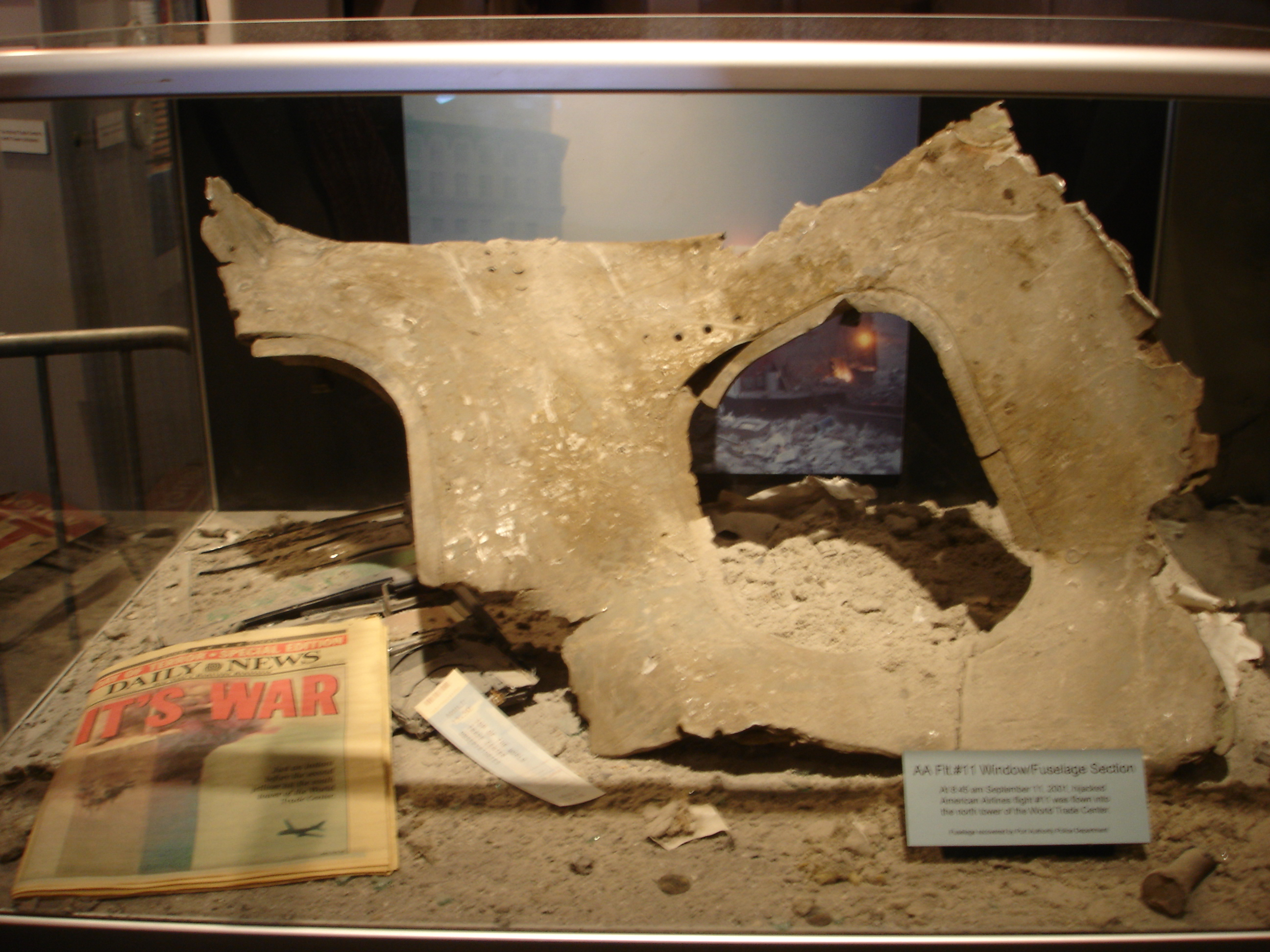
Morceaux d'épave du vol 11 présentés à l'Intrepid Sea-Air-Space Museum de Manhattan.

Le 26 avril 2013, un morceau de mécanisme de volet hypersustentateur de Boeing 767 est retrouvé coincé entre deux building à Park Place, près de là où d'autres parties d'un train d'atterrissage avaient été retrouvées,.

### Revendication
Dans un enregistrement, quelques mois plus tard en Afghanistan, le leader d'Al-Qaïda, Oussama ben Laden, revendique la responsabilité des attaques. L'attaque sur le World Trade Center dépasse même les attentes de Ben Laden : il s'attendait seulement à ce que les étages situés au-dessus des frappes des avions s'effondrent. 

### Boîtes noires
Les boîtes noires du vol 11 n'ont jamais été retrouvées.

## Passagers et membres d'équipage

### Nationalité des personnes à bord
Note : Cette liste ne comprend pas la nationalité des cinq terroristes.
| Nationalité | Passagers | Équipage | Total |
| ----------- | --------- | -------- | ----- |
| États-Unis  | 71        | 11       | 82    |
| Colombie    | 2         | 0        | 2     |
| Australie   | 1         | 0        | 1     |
| Israël      | 1         | 0        | 1     |
| Royaume-Uni | 1         | 0        | 1     |
| Total       | 76        | 11       | 87    |

### Restes des victimes
Les sauveteurs présents sur le site du World Trade Center commencent à découvrir des fragments de corps de passagers du vol 11 dans les jours qui suivent l'attaque. Certains sauveteurs découvrent des corps attachés aux sièges de l'avion et découvrent la dépouille d'une hôtesse dont les mains sont attachées laissant penser que les pirates ont pu utiliser des menottes en plastique,. Au cours de l'année, des médecins légistes examinent les restes de 33 victimes qui étaient à bord du vol 11. Ils identifient trois autres victimes du vol 11 dont l'hôtesse de l'air Karen Martin après que des fragments de son corps sont découverts près de Ground zero en 2006,. En avril 2007, les légistes utilisent de nouvelles technologies utilisant l'ADN et identifient une autre victime du vol 11.

### Hommages

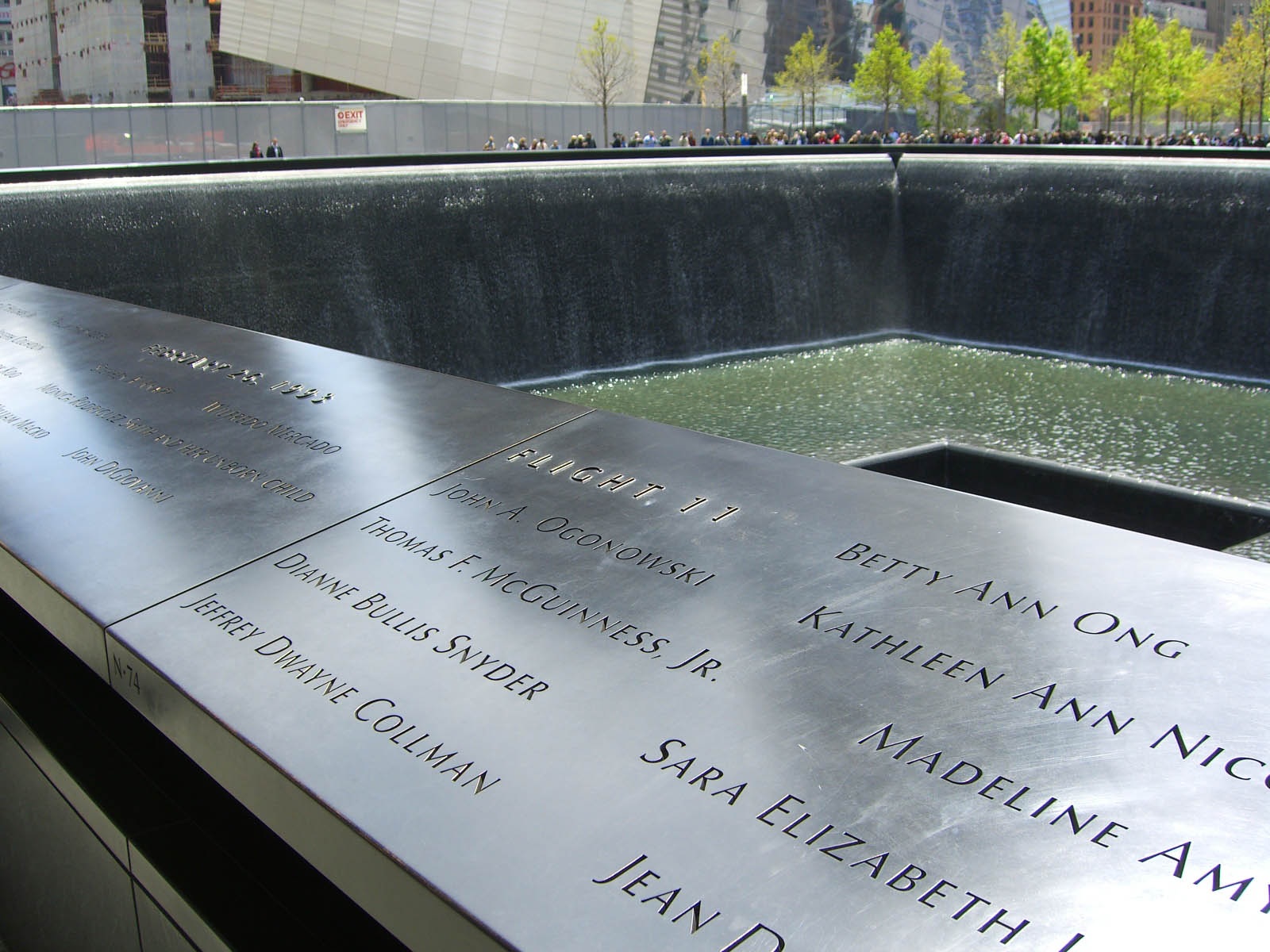
Les noms des membres d'équipage du vol 11 sont inscrits sur le panneau N-74 du bassin nord du mémorial du 11 Septembre. Les noms des passagers sont inscrits sur ce panneau et sur quatre autres panneaux adjacents.

Au mémorial du 11 Septembre, les noms des 87 victimes du vol 11 sont inscrits sur les panneaux N-1, N-2, N-74, N-75 et N-76 du bassin nord.
Après les attaques, le numéro de vol des avions avec le même itinéraire et la même heure de décollage est changé en vol American Airlines 25. Ces vols utilisent maintenant un Boeing 737 à la place d'un Boeing 767. Un drapeau américain est hissé sur l'escalier mobile menant aux avions situés porte B32 depuis laquelle le vol 11 a décollé de l'aéroport de Logan
John Ogonowski
Le pilote du vol 11, marié et père de trois enfants, donne son nom à une aire de vol pour avions radiocommandés située près de Tewksbury. En 2003, Ogonowski reçoit à titre posthume un doctorat honoris causa à l'Université du Massachusetts Lowell. En 2008, son nom est donné à un programme de l'agence des États-Unis pour le développement international. Au mémorial du 11 Septembre, son nom est gravé sur le panneau N-74 à côté de Kathleen A. Nicosia une amie et hôtesse de l'air sur le vol 11, elle aussi tuée ce jour-là.
Betty Ong
Le 21 septembre 2001, à l'occasion d'un hommage rendu à Betty Ong dans un parc de San Francisco, le maire de la ville, Willie Brown, prononce un discours d'hommage aux personnes décédées dans l'attentat et nomme le 21 septembre Betty Ong Day (« Jour de Betty Ong »). Ong est aussi représentée sur le Gold Mountain, un mur situé à North Beach (San Francisco) dédié aux contributions des personnes d'origine chinoise dans l'histoire américaine. Une rue où elle pratiquait le skateboard et où elle jouait étant enfant ainsi qu'une association portent son nom. En 2011, la salle des fêtes du Chinatown de San Francisco est également renommée en son honneur.
Un long extrait de l'appel passé par Ong sur la ligne d'urgence d'American Airlines est utilisé au tout début du film Zero Dark Thirty. L'extrait est utilisé sans l'autorisation de la famille de Betty Ong qui demande alors à Sony Pictures Entertainment, la société distribuant le film aux États-Unis, d'effectuer une donation à l'association Betty Ong, de créditer celle-ci et d'indiquer dans le film que la famille Ong n'approuve pas la torture, montrée dans le film comme l'un des moyens permettant de recueillir des informations pour faciliter la traque d'Oussama Ben Laden.
Amy Sweeney
Le 11 février 2002, un prix civil annuel portant son nom est créé et est ensuite décerné chaque 11 septembre à au moins un citoyen du Massachusetts qui a fait preuve de courage en défendant ou sauvant des vies. Les premiers à recevoir ce prix sont Sweeney elle-même et Betty Ong pour avoir contacté American Airlines pendant le détournement ainsi que le pilote John Ogonowski qui a fait fonctionner la radio par intermittence pendant le détournement afin que les contrôleurs aériens puissent entendre les conversations dans le cockpit.
David Angell
L'American Screenwriters Association décerne chaque année en l'honneur de David Angell, créateur et producteur exécutif de la série Frasier, le David Angell Humanitarian Award destiné à un individu de l'industrie du spectacle qui a contribué à améliorer les conditions humaines.
Daniel Lewin
Après son décès, l'intersection de Main Street et de Vassar Street à Cambridge (Massachusetts) est renommé Danny Lewin Square en son honneur. De même, un prix décerné par le Symposium on Theory of Computing, un congrès scientifique dans le domaine de l'informatique théorique décerne un prix nommé Danny Lewin Best Student Paper Award. Ayant servi au sein de l’IDF l’Armée de Défense Israélienne, il réussit à désarmer à main nues un terroriste, mais sans réussir à atteindre les autres: il sera le premier à mourir. En 2011, pour le dixième anniversaire de sa mort, les contributions durables de Lewin à internet ont été commémorées par ses collègues et amis,.

### Autres personnalités à bord
- Berry Berenson, photographe et actrice américaine, veuve d'Anthony Perkins, sœur de Marisa Berenson.

### Citations originales
1. ↑  « Okay, my name is Betty Ong. I'm [Flight Attendant] Number 3 on Flight 11. Our Number 1 got stabbed [...]. Nobody knows who stabbed who and we can't even get up to business class right now because nobody can breathe. And we can't get to the cockpit, the door won't open. »
2. ↑  « We have some planes. Just stay quiet and you'll be O.K. We are returning to the airport. »
3. ↑  « Nobody move. Everything will be okay. If you try to make any move you'll endanger yourself and the airplane. Just stay quiet. »
4. ↑  « Nobody move, please. We are going back to the airport. Don't try to make any stupid moves. »
5. ↑  « I see water. I see buildings. I see buildings! We are flying low. We are flying very, very low. We are flying way too low. Oh my God we are flying way too low. Oh my God ! »
6. ↑  « They think he’s [American 11] headed toward Kennedy [airport in NewYork City]. They’re moving everybody out of the way. They seem to have him on a primary radar. They seem to think that he is descending. »
7. ↑  « He looked like he was going down, but we didn't hear any mechanical difficulty. We couldn't figure out why an American Airlines plane would be so low in downtown Manhattan. We sort of expected him to veer off and go into the Hudson. But he just rose a little bit, his altitude, leveled off, and he was headed straight for the Trade Center. So just before he got to the Trade Center, it seemed as though he gained power. We were just watching this airplane on target for the World Trade Center. All of a sudden, boom! He disappears into the Trade Center. »
8. ↑  « Okay. This is New York Center. We’re watching the airplane. I also had conversation with American Airlines, and they’ve told us that they believe that one of their stewardesses was stabbed and that there are people in the cockpit that have control of the aircraft, and that’s all the information they have right now. »
9. ↑  « Jim [referring to WNYW's Jim Ryan, who was not in the studio at the time], just a few moments ago, something believed to be a plane crashed into the South Tower of the World Trade Center. I just saw flames inside, you can see the smoke coming out of the tower; we have no idea what it was. It was a tremendous boom just a few moments ago. You can hear around me emergency vehicles heading towards the scene.  Now this could have been an aircraft or it could have been something internal. It appears to be something coming from the outside, due to the nature of the opening on about the 100th floor of the South Tower of the World Trade Center. »
10. ↑  « We are just currently getting a look... at the World Trade Center, We have something that has happened here at the World Trade Center. We noticed flame and an awful lot of smoke from one of the towers of the World Trade Center. We are just coming up on this scene, this is easily three-quarters of the way up... we are... this is... whatever has occurred has just occurred, uh, within minutes and, uh, we are trying to determine exactly what that is. But currently we have a lot of smoke at the top of the towers of the World Trade Center, we will keep you posted. »
11. ↑  « Yeah. This just in. You are looking at obviously a very disturbing live shot there. That is the World Trade Center, and we have unconfirmed reports this morning that a plane has crashed into one of the towers of the World Trade Center. CNN Center right now is just beginning to work on this story, obviously calling our sources and trying to figure out exactly what happened, but clearly something relatively devastating happening this morning there on the south end of the island of Manhattan. That is once again, a picture of one of the towers of the World Trade Center. »
12. ↑  « During the course of the morning, there were multiple erroneous reports of hijacked aircraft. The report of American 11 heading south [after American 11 had already crashed into WTC 1] was the first; Delta 1989 was the second. »